# Joan Massagué Solé

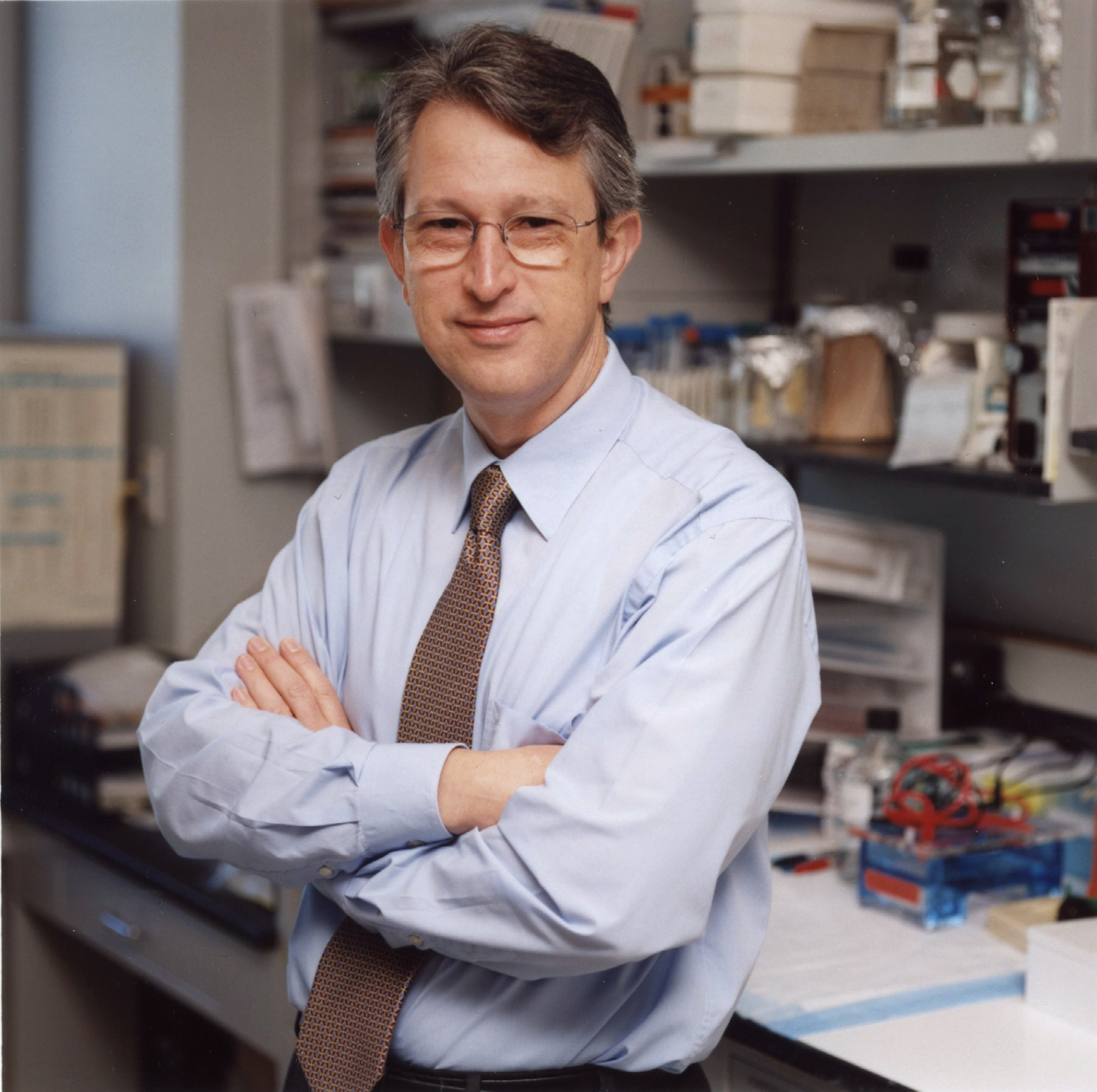
Joan Massagué Solé

Joan Massagué Solé (* 30. April 1953 in Barcelona) ist ein spanischer Pharmakologe und Krebsforscher.

## Biografie
Joan Massagué Solé wurde 1953 in Barcelona geboren. Er studierte Pharmazie und promovierte 1978 in Biochemie an der Universidad de Barcelona. Während seiner Tätigkeit an der Brown University (seit 1982) in Providence, Rhode Island, USA, entdeckte er die Struktur des Insulinrezeptors. Später arbeitete er als Professor für Biochemie an der University of Massachusetts. 1989 übernahm er die Leitung der Abteilung Zellbiologie und Genetik am Memorial Sloan-Kettering Cancer Center in New York, wo er seit 2003 das Programm für Biologie und Genetik der Krebserkrankungen leitete. Er ist als Forscher für das Howard Hughes Medical Institute tätig. Joan Massagué ist stellvertretender Direktor des Institut de Recerca Biomèdica (IRB Barcelona), an dem er die Forschungsgruppe MetLab leitet, an der mehrere Projekte zur Erforschung der Zellproliferation von Tumorzellen und Metastasen angesiedelt sind.

## Forschungsprojekte
Massagués Forschungsinteresse konzentrierte sich vor allem auf die Mechanismen der Informationsübertragung, die für die normale Gewebsentwicklung notwendig sind und bei einer Krebserkrankung außer Kontrolle geraten. Das ist beispielsweise der Fall bei TGF-β (Transforming growth factor β), einem Zytokin, das eine wichtige Rolle bei entzündlichen Prozessen spielt und die Zellteilung während der Embryonalentwicklung reguliert.

## Bedeutung
Massagué ist einer der bedeutendsten Forscher auf dem Gebiet der Regulierung der Zellteilung und Metastasenbildung bei Krebserkrankungen, Autor von mehr als 250 wissenschaftlichen Beiträgen über diese Themen und einer der fünfzig am häufigsten zitierten Wissenschaftler aller Fachrichtungen der vergangenen 20 Jahre (und unter den fünf am häufigsten zitierten Biochemikern). Seine Forschungsergebnisse sind zentral für die Entschlüsselung der Mechanismen, die die Zellteilung anhalten, also den Prozess, der, wenn er außer Kontrolle gerät, zur Tumorbildung führt. Seine Arbeiten erlaubten die Identifizierung der Gene, die bei Brustkrebs die Metastasierung der Tumorzellen in andere Organe steuern, eine Entdeckung, die neue Forschungsperspektiven eröffnet.
Massagué ist Mitglied der American Academy of Arts and Sciences (1999), der National Academy of Sciences (2000), der European Molecular Biology Organization und der spanischen Königlichen Akademien für Medizin und Pharmazie (Reales Academias Españolas de Medicina y Farmacia). Er erhielt zahlreiche Auszeichnungen, darunter die Keith R. Porter Lecture 2000, den Premio Fundación BBVA Fronteras del Conocimiento für Biomedizin 2008, den Prinz-von-Asturien-Preis in der Sparte Wissenschaft und Technik im Jahre 2004, den Premio Nacional de Investigación Rey Don Juan Carlos I und den Howard Taylor Ricketts Award. 2005 erhielt er den Premio Nacional de Investigación, 2009 den Premio Fundación BBVA Fronteras del Conocimiento en Biomedicina. 2012 wurde Solé mit dem Pasarow Award für Krebsforschung ausgezeichnet. 2015 wurde ihm der Charles Rodolphe Brupbacher Preis für Krebsforschung zugesprochen. 2016 wurde ihm zusammen mit Manel Esteller und Josep Baselga der Premi Internacional Catalunya verliehen.

## Schriften (Auswahl)
- Joan Massagué Solé: Regulació hormonal del metabolisme hepàtic del glicògen: efectes del glucagó, l'epinefrina i la insulina. Dissertation, Universidad de Barcelona, 1978
- Joan Massagué Solé, James M. Roberts, Rik Derynck, Erwin F. Wagner: Cell multiplication. Current Biology Ltd., 1995
- Joan Massagué Solé: Mechanisms of cytostasis and metastasis. In: Anales de la Real Academia Nacional de Medicina (Madr). Band 121, Nr. 4, 2004, S. 559–571, PMID 15997585 (Digitalisat; PDF; 7,1 MB)
- Joan Massagué Solé: Actes d’urbanitat i terrorisme cellular: de la citostasis a la metàstasis. Verlag Reial Acadèmia de Farmàcia de Catalunya, 2006